# Naundorf (Leisnig)
Naundorf ist ein Ortsteil der Stadt Leisnig im Landkreis Mittelsachsen. 1950 hatte der Ort 427 Einwohner. 1950 wurde Hetzdorf eingemeindet, 1963 gingen beide nach Naunhof, 1992 mit diesem nach Bockelwitz, 2012 mit diesem nach Leisnig.

## Geschichte
Naundorf entstand im 13. Jahrhundert durch die Zusammenlegung der Dörfer Schirmene und Nuezedliz, veranlasst durch die Herren von Mügeln im Jahre 1225. Die ursprünglichen Dörfer werden als spätslawisch eingeordnet, erkennbar an der Tatsache, dass das neue Dorf noch 1403 Wachkorn ins Vorwerk Tragnitz liefern musste, eine Abgabe, die wohl alle Dörfer zu liefern hatten, die vor der Bildung des Burgwards Leisnig entstanden waren.
Nach Ausweis der Urkunde von 1225 war Schirmene ursprünglich nach der Matthäi-Kirche in Leisnig gepfarrt, Nuezedliz dagegen nach der Ägidien-Kirche Altenhof. Der Bischof legte fest, dass der neue Ort nach Altenhof gepfarrt sein soll, dem Pfarrer von Leisnig war eine Entschädigung zu zahlen, und zwar vom gesamten Dorf, „da ihre Äcker zusammenhängen“. 1286 wurde anlässlich der Regelung der Sprengel zwischen der alten und der neuen Stadt Leisnig das Dorf Naundorf der Kirche in Altleisnig zugeordnet. Als Ersatz für die Exemtion von der Kirche St. Matthäi waren dem Pfarrer vier solidi denariorum zu zahlen.
1286 schenkten die Herren Heinrich und Otto von Colditz/Wolkenburg dem Kloster zweieinhalb Hufen in Naundorf. Es ist unklar, ob das Naundorf bei Leisnig oder Naundorf bei Grimma betrifft. 1289 erfolgte eine weitere Beurkundung dieser Schenkung durch Volrad, Ulrich und Gumpert, Brüder von Wolkenburg, genannt von Colditz, diesmal mit der Bemerkung, dass diese zweieinhalb Hufen das Leibgedinge ihrer Mutter waren.
1329 übertrugen die Burggrafen von Leisnig dem Kloster Buch das Dorf Naundorf nach Lehnrecht, das einzige Beispiel dieser Art.
1378 hatte Naundorf jährlich 26 Scheffel Korn und dasselbe in Hafer, dazu ein Küchenrind, an das castrum Leisnig zu liefern. 
1548 nennt das Amtserbbuch von Kloster Buch zu Naundorf „15 [korrigiert zu 17] besessene Mann, darunter 4 Anspanner, die sind alle dem Kloster Buch lehen- und zinsbar“ mit 14 Hufen. Das Obergericht gehörte ins Amt Leisnig, das Erbgericht ins Amt Kloster Buch.
Am 1. Juli 1950 wurde die bis dahin eigenständige Gemeinde Hetzdorf eingegliedert.